# Weingut Geheimer Rat Dr. von Bassermann-Jordan
Das Weingut Geheimer Rat Dr. von Bassermann-Jordan ist im rheinland-pfälzischen Deidesheim im deutschen Weinbaugebiet Pfalz ansässig. Es produziert vorwiegend Rieslingweine auf einer Rebfläche von rund 50 ha und ist seit 1910 Mitglied im Verband Deutscher Prädikatsweingüter (VDP).

## Geschichte

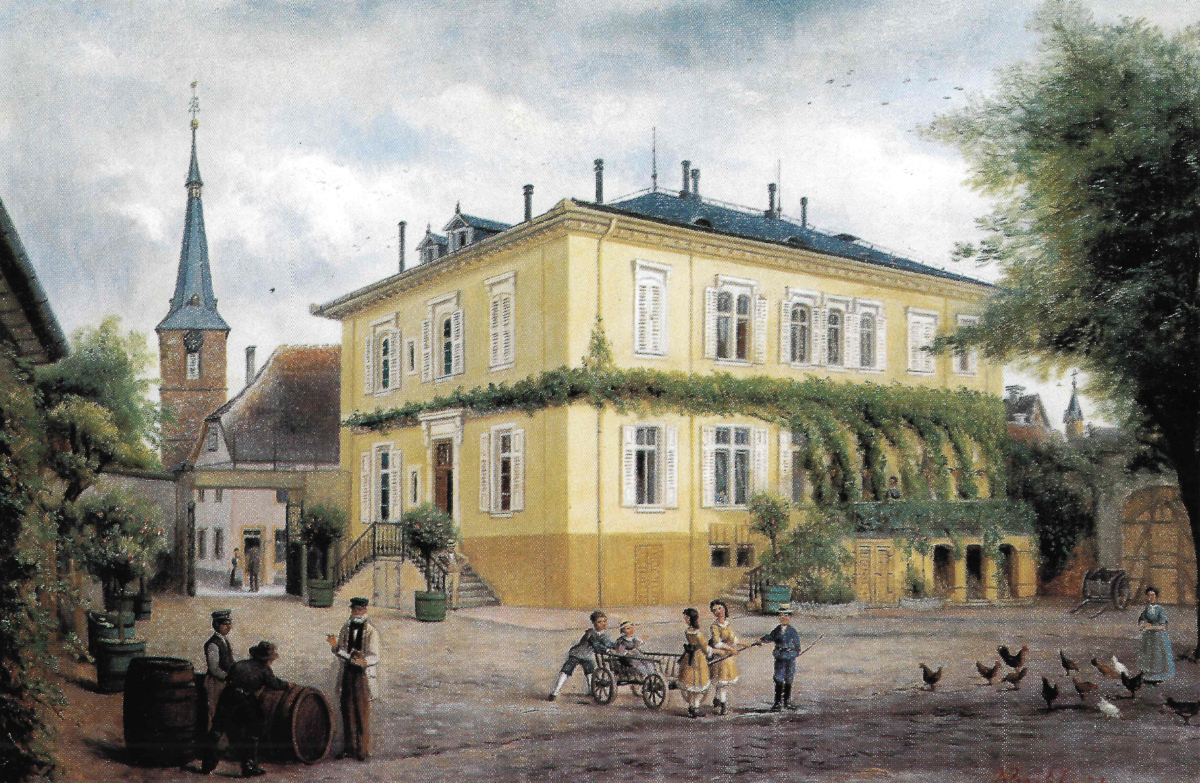
Der Ketschauer Hof 1876, Bild von Nicolaus Berkhout.

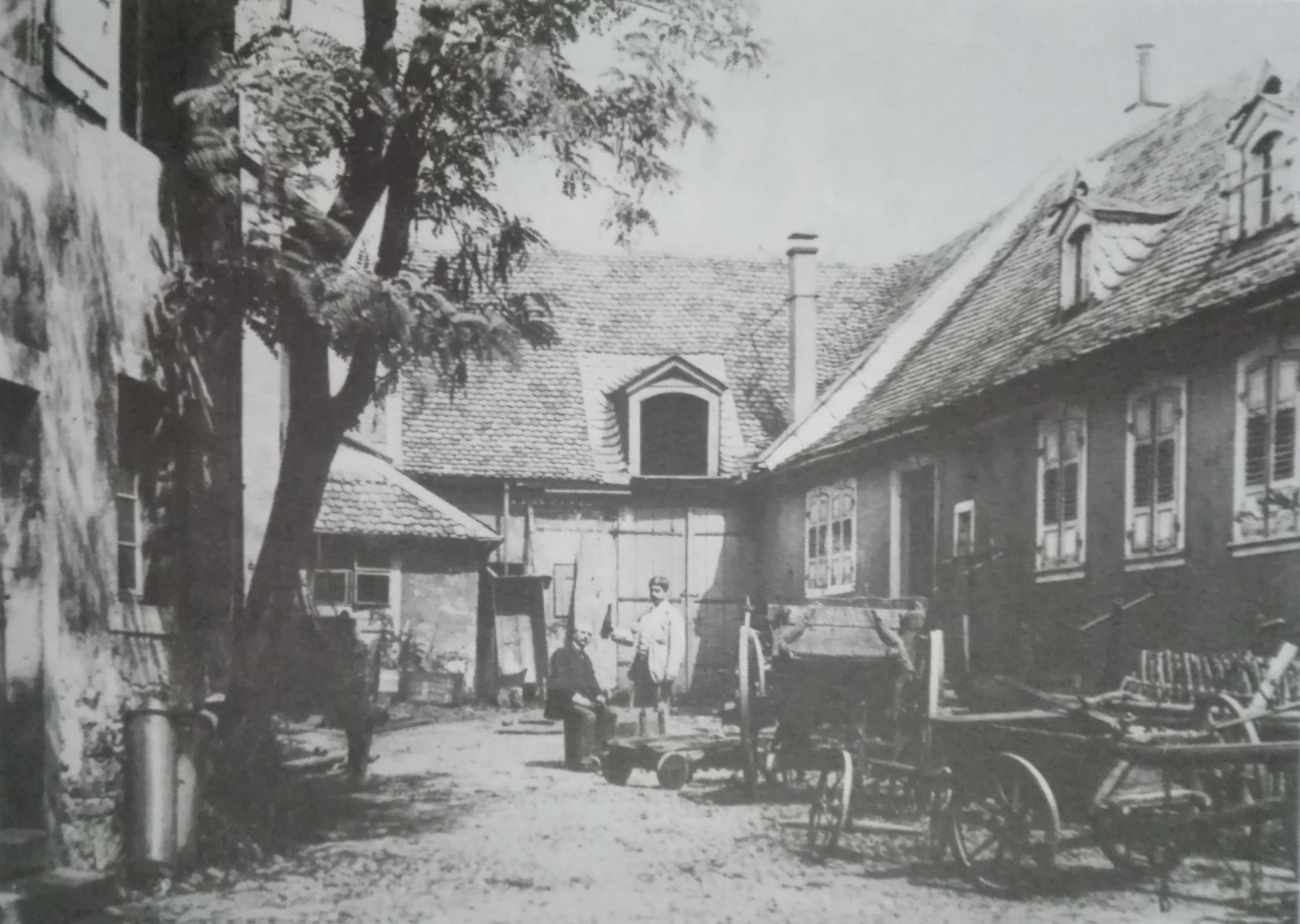
Weingut 1893

Der 1708 aus Cluses in Savoyen in das Hochstift Speyer eingewanderte Peter Jordan gründete 1718 das Weingut, das 1783 nach Deidesheim umzog. Nachdem Deidesheim 1793/94 durch französische Truppen massive Zerstörungen erlitten hatte und seine Eltern kurz darauf starben, übernahm der 20-jährige Andreas Jordan (1775–1848) das Weingut. Er führte als erster Winzer in der heutigen Pfalz den Qualitätsweinbau in seinem Weingut ein, dazu gehörten das Abwarten des richtigen Zeitpunkts bei der Weinlese bis zur Edelfäule, das konsequente Unterscheiden der Rebsorten bei der Verarbeitung im Keller, sowie das Bevorzugen von edlen Rebsorten wie Traminer und Riesling. Im Weinberg wurden Mauern gegen Nordwinde errichtet und Nordhänge aufwändig zu Südhängen umgestaltet. Außerdem benutzte Jordan 1802 als Erster in der Pfalz den Namen der Weinlage „Deidesheimer Geheu“ neben dem Jahrgang zur Kennzeichnung einer seiner Weine. Jordan konnte auf diese Weise höhere Preise für seine Weine erzielen, als andere Winzer, und es gelang ihm, durch stete Zukäufe sein Weingut beträchtlich zu vergrößern; besonders in Krisenjahren, als andere Winzer zu niedrigen Preisen Besitz abgeben mussten, konnte Jordan Käufe tätigen. 1815 erwarb Jordan den Ketschauer Hof in Deidesheim mitsamt einiger guter Weinlagen, die sich zuvor im Besitz von Damian Hugo Philipp von Lehrbach befunden hatten, dem bis dahin größten Weingutsbesitzer Deidesheims. Viele alte Weinjahrgänge, darunter solche, die noch unter Andreas Jordan produziert worden sind, wie der Kometenweinjahrgang 1811, sind noch immer in den Bassermann-Jordanschen Weinkellern gelagert.
Nach dem Tod Andreas Jordans wurde sein Besitz unter seinen Kindern aufgeteilt: Es blieb das Weingut Jordan, das von seinem Sohn Ludwig Andreas Jordan (1811–1883) mit Sitz in der Kirchgasse weitergeführt wurde; es besaß damals rund 62 Morgen Weinbergsfläche. Durch das Erbe, das an Andreas Jordans Töchter Josefine und Auguste fiel, entstanden die Weingüter F. P. Buhl und Deinhard. Unter der Leitung Ludwig Andreas Jordans war das Weingut ein Treffpunkt für zahlreiche liberale und nationalliberale Politiker Deutschlands. Jordan nutzte Messen und Ausstellungen, um die Bekanntheit seiner Weine zu steigern und diese besser vermarkten zu können; bei der Ersten Allgemeinen Deutschen Industrieausstellung in München errang das Weingut die Große Denkmünze, weil seine Weine die anderen pfälzischen qualitätsmäßig übertroffen hätten. Auch bei der Weltausstellung 1867 in Paris, der Weltausstellung 1873 in Wien, der Weltausstellung 1876 in Philadelphia und der Weltausstellung 1880 in Melbourne wurden die Jordanschen Weine mit Medaillen geehrt.
Da Ludwig Andreas Jordan Töchter, aber keinen männlichen Erben hatte, wünschte er sich, dass der Name Jordan weiterhin Bestand haben möge. Sein Schwiegersohn Emil Bassermann (1835–1915), der mit Jordans ältester Tochter Auguste verheiratet war, vollzog nach dem Tod Jordans 1883 mit Genehmigung des bayerischen Königs Ludwig II. die Vereinigung der beiden Namen Bassermann und Jordan; seitdem heißt auch das Weingut nach dem neuen Besitzer „Bassermann-Jordan“.
Nach dem Tod von Ludwig Andreas Jordan wurde das Weingut zunächst von Emil Bassermann-Jordan geführt, später zog er sich zurück und überließ das Geschäft seinen beiden ältesten Söhnen Ludwig Bassermann-Jordan (1869–1914) und Friedrich von Bassermann-Jordan (1872–1959). Der erste prägte das deutsche Weingesetz von 1909 entscheidend mit. Beide Brüder waren maßgeblich bei der Bildung des Winzerzusammenschlusses „Verein der Naturweinversteigerer der Rheinpfalz“ und des 1910 gegründeten, deutschlandweiten Pendants „Verband Deutscher Naturweinversteigerer e. V.“ (heute Verband Deutscher Prädikatsweingüter) beteiligt. Das Bassermann-Jordansche Weingut gehört als Gründungsmitglied dem VDP noch heute an.
Nach dem Tod von Ludwig Bassermann-Jordan führte Friedrich von Bassermann-Jordan das Weingut allein weiter. 1917 wurde er in den Adelsstand erhoben. Nach seinem Tod 1959 übernahm sein Sohn Ludwig von Bassermann-Jordan (1924–1995) die Leitung des Weinguts, danach dessen Ehefrau Margrit von Bassermann-Jordan bis 2002. In diesem Jahr veräußerte die Eigentümerfamilie das Weingut an den Neustadter Unternehmer Achim Niederberger (1957–2013), zu dessen Unternehmensgruppe es seitdem gehört. Niederberger ließ den Ketschauer Hof zu einem Hotel- und Restaurantkomplex ausbauen und gründete eine GmbH zu dessen Betrieb; seitdem – seit 2006 – wird ein Großteil des Kellereibetriebs im benachbarten Niederkirchen bei Deidesheim verrichtet, wo nach der Fusion der dortigen Winzergenossenschaft mit derjenigen von Ilbesheim Räumlichkeiten frei wurden.
Nach dem Tod von Achim Niederberger wurde seine Frau Jana Seeger Inhaberin des Weinguts.

## Weinlagen und Rebsorten

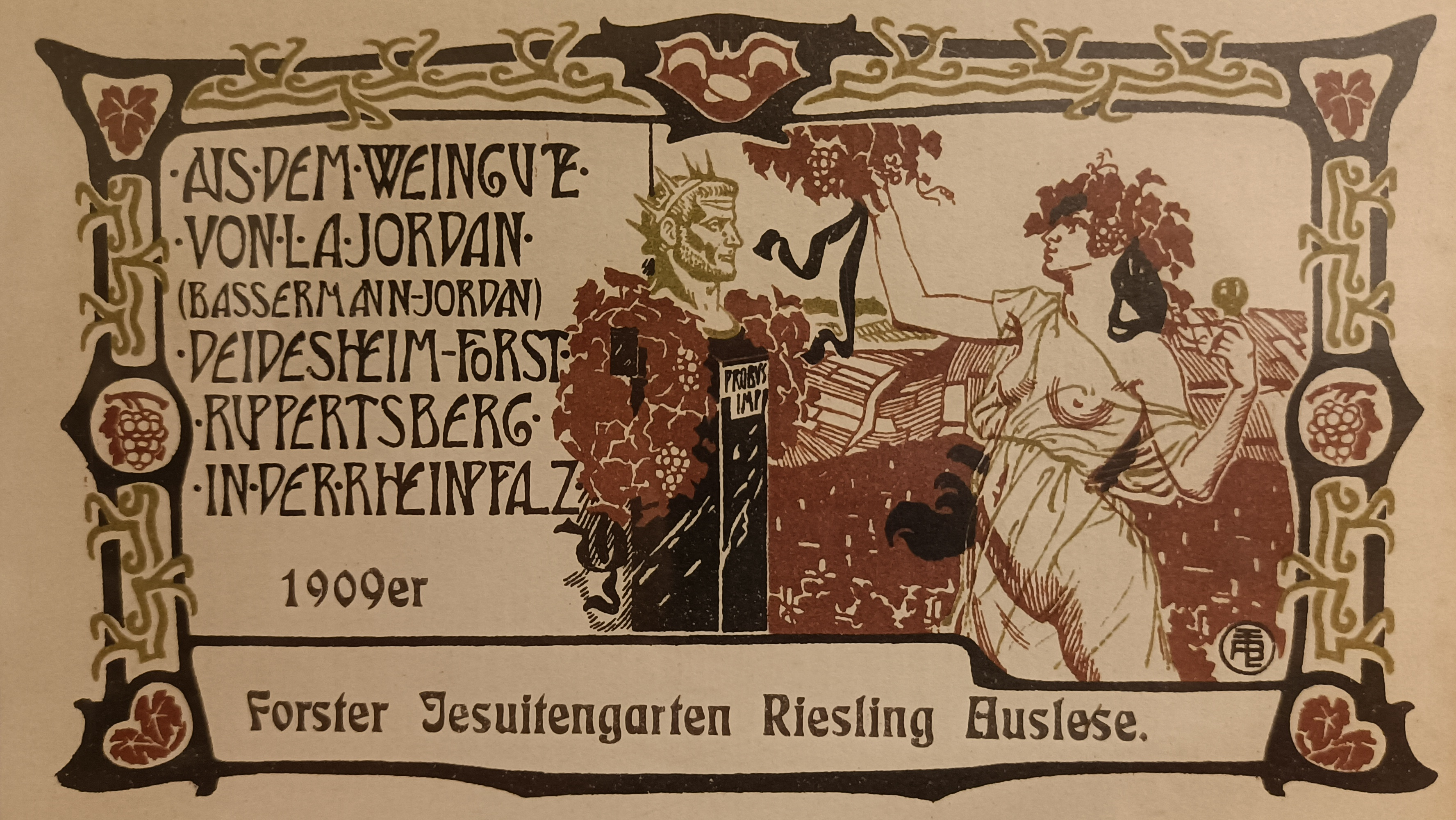
Etikett des Weinguts für eine Riesling-Auslese aus der Lage Jesuitengarten (um 1910)

Die Weinbergslagen befinden sich an der Mittelhaardt zwischen Königsbach an der Weinstraße und Forst an der Weinstraße. Zu den Lagen zählen: Ölberg (Königsbach an der Weinstraße), Reiterpfad, Hoheburg, Nußbien, Spieß (alle Ruppertsberg), Paradiesgarten, Leinhöhle, Kieselberg, Hohenmorgen, Grainhübel, Langenmorgen, Kalkofen, Herrgottsacker, Mäushöhle (alle Deidesheim), sowie Ungeheuer, Freundstück, Kirchenstück, Jesuitengarten, Pechstein, Musenhang und Stift (alle Forst).
Das Weingut bestockt seine Weinberge zu 85 % mit Riesling, den Rest mit den Rebsorten Weißburgunder, Grauburgunder, Chardonnay, Scheurebe, Gewürztraminer, Muskateller, Spätburgunder, Sauvignon Blanc und Merlot.

## Das Gut

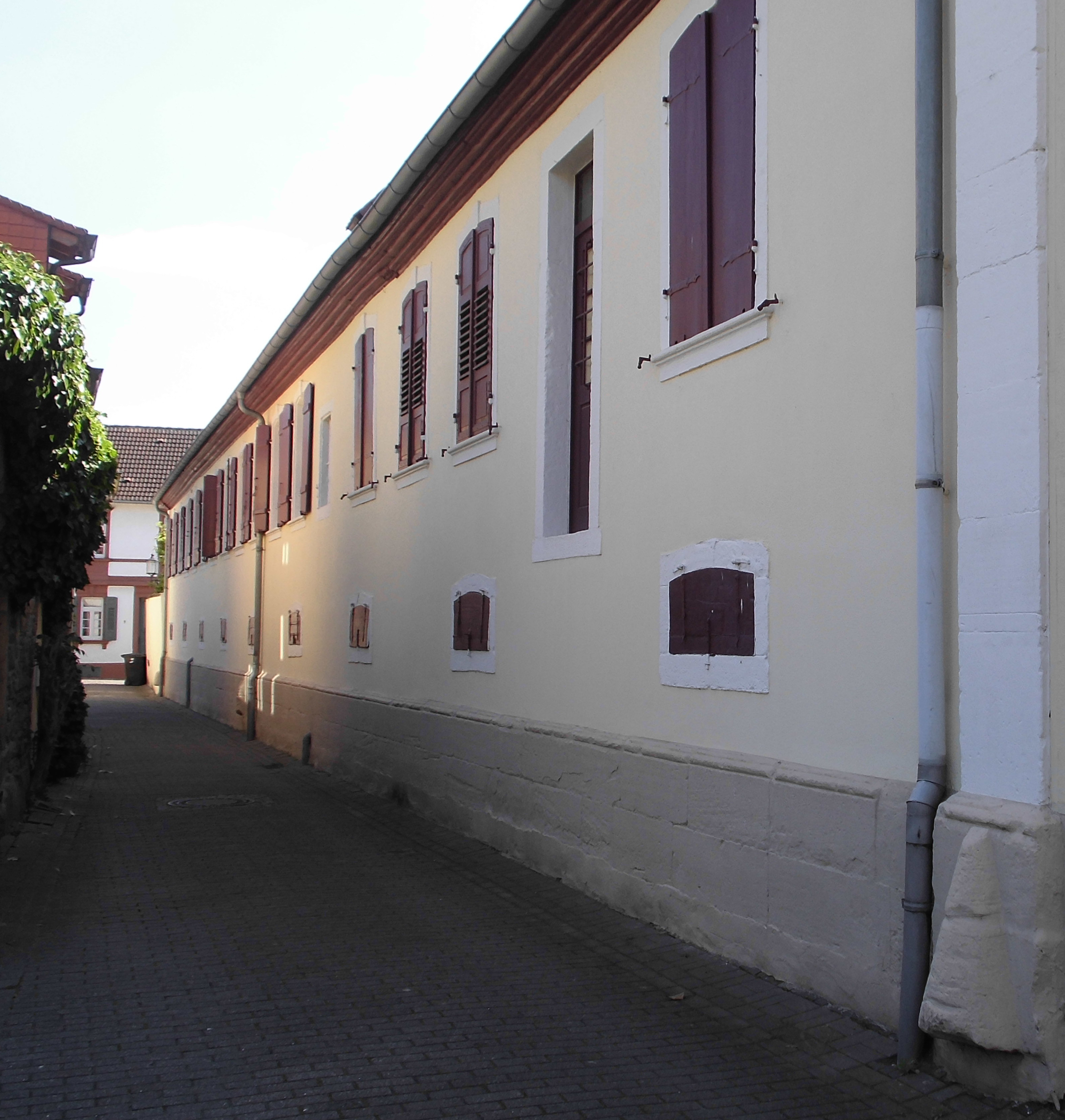
Hochkellerhaus Kirchgasse 10

Der Sitz des Weinguts mit der Adresse Kirchgasse 10 ist im historischen Stadtkern Deidesheims gelegen und nach dem Denkmalschutzgesetz des Landes Rheinland-Pfalz als Kulturdenkmal eingestuft.
Es handelt sich um einen spätbarocken Winzerhof, dessen Gebäude zwischen der Pfarrgasse, der Weingasse und der Kirchgasse angesiedelt sind. Direkt an der Weingasse liegt ein spätbarocker Putzbau, ein langes Hochkellerhaus aus dem Jahr 1783 – ein Gebäude, das in dieser Ausdehnung selten zu finden ist. Es diente früher als Wohnhaus. Der Schlussstein aus dem Jahr 1783 trägt die Initialen von Peter und Apollonia Jordan, den Eltern von Andreas Jordan. Westlich des Gebäudes ist ein Hof, um den herum weitere Gebäude aus dem späten 18. Jahrhundert bzw. frühen 19. Jahrhundert gruppiert sind, die früher als Wohnhaus, Schuppen, Kelter und Scheuer gedient hatten, später aber baulich verändert wurden.